# Remington (Schallplattenfirma)
Remington ist der Name der von Donald H. Gabor gegründeten US-amerikanischen Schallplattenfirma, die von 1950 bis 1957 existierte.
Sie wurde gegründet, als Gabor gemeinsam mit Mitarbeitern die leerstehenden Fabrikräume der Webster Manufacturing Co. kaufte und nach vorheriger Angestelltentätigkeit beim Label „Continental“ (bei dem er unter anderem Aufnahmen von Béla Bartók machte) nunmehr seine eigene Firma gründete.
Remington veröffentlichte zahlreiche Aufnahmen großer klassischer Interpreten, besonders Pianisten, jedoch benutzte er zur Herstellung der Platten vergleichsweise minderwertiges Vinyl, um Geld zu sparen. Viele noch erhaltene Exemplare sind daher durch ihr Abspielen beschädigt worden, und die Klangqualität ihrer Wiedergabe ließ schon zu ihren eigenen Zeiten stark zu wünschen übrig.